# Oblitkî, Radomîșl
Oblitkî (în ucraineană Облітки) este localitatea de reședință a comunei Oblitkî din raionul Radomîșl, regiunea Jîtomîr, Ucraina.

## Demografie
Componența lingvistică a localității Oblitkî
     Ucraineană (97,98%)
     Rusă (2,02%)
Conform recensământului din 2001, majoritatea populației localității Oblitkî era vorbitoare de ucraineană (97,98%), existând în minoritate și vorbitori de rusă (2,02%).